# جیمز کازینز
جیمز کازینز (به انگلیسی: James Cossins) (زاده ۴ دسامبر ۱۹۳۳- درگذشته ۱۲ فوریهٔ ۱۹۹۷) بازیگرانگلیسی بود.
از فیلم‌های معروف او می‌توان به بازی در فیلم مردی با طپانچه طلایی و لقاح معصوم اشاره کرد.